# Andreas Pihl
Andreas Pihl (* 25. Februar 1973 in Uppsala) ist ein ehemaliger schwedischer Eishockeyspieler.  

## Karriere
Andreas Pihl begann seine Karriere als Eishockeyspieler bei Almtuna IS, für die er von 1992 bis 1997 in der zweitklassigen Division 1 aktiv war. Anschließend wechselte er für zwei Spielzeiten zu deren Ligarivalen Mora IK, ehe er im Sommer 1999 einen Vertrag bei MODO Hockey erhielt, für die er die folgenden drei Spielzeiten lang in der Elitserien auf dem Eis stand. Anschließend wechselte er zum Linköpings HC, für den er bis zu seinem Karriereende 2011 spielte und mit dem er 2008 Vizemeister wurde. Einzig die Saison 2006/07 verbrachte er in Österreich, als er mit dem EC Red Bull Salzburg Österreichischer Meister wurde.   

## Erfolge und Auszeichnungen
- 2007 Österreichischer Meister mit dem EC Red Bull Salzburg
- 2008 Schwedischer Vizemeister mit dem Linköpings HC